# Археологія Воронезької області
Археологія Воронезької області — сукупність археологічних досліджень і знахідок на території сучасного Воронезької області Російської федерації. Територія області займає частину Середнього Подоння (Наддоння, Дону), а також охоплює українську історичний й етнічний край Східна Слобожанщина.
Вивченням археології в області займаються Воронезький державний університет й Воронезький державний педагогічний університет.

## Дослідження
Дослідженнями археології Східної Слобожанщини займалися, як московські аргеологий - Василь Городцов, Петро Ліберов та інші; так й місцеві Арсен Синюк, Анатолій Пряхін та інші.

## Кам'яна доба
Територія Воронезької області була населена з часів палеоліту.

### Давньокам'яна доба
Ймовірно, ашельського періодом датуються знахідки оббитих кварцитів, виявлені біля села Шубне Острогозького району.
Микулинським інтерстадіалом датується фрагмент правої лопатки викопного людини сучасного типу з неандерталодібним компонентом, знайдений у місцевості Шкурлат-III (за назвою села Шкурлат 3, розташованого біля краю гранітного Павловського кар'єра) в 1980-1981 роках.
За віком стоянок у Костенках заселено Середнє Подоння було 40-35 тисяч років тому, що є певним свідченням найдавнішого перебування людини розумної на Східноєвропейській рівнині. Середнє Подоння тоді представляла собою прильодовикову тундру, де мешкали мамути, шерстисті носороги та дикі коні. Всесвітньо відомі стоянки у районі Костенки-Борщево належали сучасній людині - кроманьйонцам. Люди, що жили в цих краях приблизно 37-32 тисяч років тому (Костенки-14 (Маркіна гора), Костенки-12) вимерли й не є предковоми для нинішнього населення як Подоння, так і всієї Східноєвропейської рівнини.
Споруди у Костенківському районі виконували з каменя, кісток й заліза. Проте дерево не зберіглося. Численні вироби та хати мешканців виготовлені з кісток й бивнів мамутів. 3 поховання людей. З предметів культу та мистецтва — палеолітичні венери — жіночі фігурки вагітних жінок, що вказує на культ плодоріддя.

### Середньокам'яна доба
12 тисяч років тому закінчився льодовиковий період, тундра змінилася на ліс, зник мамут. Мисливський нарід костенківської культури посунув на північ за стадами мамутів.
Середньокамʼяна доба на Середньому Подонні тривала у 10-5 тисячоріччях років до Р. Х.. Тут відсутні пам'ятки перехідного від палеоліту до мезоліту періоду (12-10 тисячоріччя до Р. Х.) та раннього мезоліту (10-8 имсячоріччя до Р.Х).
Середньокамʼяна доба характеризується приватним мисливством, мікролітами, відсутністю постійних жител, мобільністю мисливців. Зайшлі мисливці змішалися з залишками костенківців.
До пізньої середньокам'яної доби (7-6 тисячоріччя до Р. Х.) відносяться декілька стоянок. Вони належать до зайшлого племені з північно-східного Надкаспія й Поаралля, а можливо з Центральної Азії. Характерним інвентарем у них були рогаті трапеції-вкладні. 6000 років до Р. Х. є крайнім часом коли прийшло плем'я з Надкаспію.

### Новокам'яна доба
Новокам'яна доба у Середньому Подонні тривала у 5000-2000 роках до Р.Х.. Проте східні межі культури, ще не визначені.  Ранній неоліт представлено середньодонською культурою. У 2007 році була виділена ранньоновокам'яна карамишевська культура, що осягала сточище річки Вороніж.

## Мідна доба
В кінці мідної доби та ранньою бронзовою була поширена ямна культура. Про переростання ямної культури в катакомбну свідчать деякі археологічні знахідки, зокрема, Власовського могильника (село Власовка Грибановського району): "… поховання і ямного, і катакомбного типу могильника не виявляють хронологічного розриву, а визначають своїм виглядом ніби «робочий момент» процесу спадкоємності і взаємодії".
Скотоводи (переважно коняри) енеолітичної репінської культури залишили Введенський й Іванобугорський могильник. На цих пам’ятках видно процес трансформування репінської культури у абашеську бронзової доби.

## Бронзова доба
За бронзової доби у Середньому Подонні існували абашівська, катакомбна, воронізька й зрубна культури.
У 2500-2000 роках у Середньому Подонні, й Верхньої та частині Середньої Сіверськодонеччини існувала харківсько-воронізька катакомбна культура, що слідує за ямною культурою, й, як вважається є результатом міграції народу донецької катакомбної культури на північ.
У хутора Мостище в Острогозького району існують пам'ятник бронзової доби - кам'яний лабіринт. Мостищенський лабіринт є першим відомим мегалітичною спорудою середньої смуги Російської федерації.
За бронзової доба у 2000-1000 роках до Р.Х. на території області мешкали скотарські племена абашевської культури.  Просліджується зв’язок старожитностей абашівської культури з енеолітичною репінською культурою. Під тиском давньоямної й згодом катакомбної культур етнос репінської культури витискується упівнічні межі лівобережжя Середнього Дону, де виявлені протоабашевські пам’ятки.
У Середньому Подонні  у 1700-1100 роках до Р.Х. існувала бережнівсько-маївська зрубна культура.

## Залізна доба

### Скіфська доба
Залізної доби область стала частиною Скіфії. На Великом Борщевському, Архангельському й Сторожевому городищах, а також на горі у села Рудкін виявлена кераміка скіфського часу, яку І. І. Ляпушкин датує 500-100 роками до Р.Х.. Городище Розсошки 1 - Крутці й Аверинське городище було спалено під час нападу кочовими скіфами.
2013 року у курганному могильнику Дівиця-5 виявлено поховання 4 скіфських амазонок з багатим головним убором, що раніше знаходили лише у степових царських курганах.

### Сарматська доба
Сармати змінили скіфів. Вважається, що сармати дали ім'я річці Дон.

## Середньовіччя

### Раннє середновіччя
Нащадки сарматів алани в епоху раннього середньовіччя перейшли до осілого способу життя і оволоділи навичками міської культури (Маяцьке городище), вступили в складний симбіоз в кочовиками (булгари, хозари). У села Березівка Воробйовського району у двох курганах виявлені поховання алан початку гунського вторгнення - кінця IV сторіччя, а також кілька горщиків, схожих з глиняним посудом слов'янської інясевської культури.
У IX сторіччі на територію області приходять слов'яни (роменсько-боршевська культура). За деякими відомостями вони створюють самостійну державу Вантит на околиці Хозарського каганату. Набіги печенігів перешкоджали заселенню Воронізької області, тому у Московському царстві й згодом у Російській імперії закріпилася назва Дике поле.

### Пізнє середньовіччя
Від золотоординської доби залишилися сліди мусульманських храмів й мавзолеїв. Після розпаду Золотої Орди Воронізькою областю прокладається Ногайський шлях, якому хани кубанської Ногайської Орди здійснювали набіги у Московію. У великих набігах брали участь тисячі вершників, озброєних шаблями й луками зі стрілами. Головним завданням набігів було захоплення полонених, яких через Озів продавали в рабство на ринках Османської імперії. З християнського населення регіону, що засвоїла деякі елементи культури і генофонду кочовиків, складається козацтво (донські козаки, Пристанський).